# Robert Knox (marinheiro)
Robert Knox (Tower Hill, 8 de fevereiro de 1641 — Cidade de Londres, 19 de junho de 1720) foi um capitão de mar inglês a serviço da Companhia Britânica das Índias Orientais. Ele era filho de outro capitão do mar, também chamado Robert Knox.

## História
Nascido em Tower Hill, em Londres, o jovem Knox passou a maior parte de sua infância em Surrey e foi aluno de James Fleetwood, mais tarde o bispo de Winchester. Ele se juntou à tripulação de seu pai no navio Anne para sua primeira viagem à Índia em 1655, aos 14 anos, antes de retornar à Inglaterra em 1657. Naquele ano, Oliver Cromwell emitiu uma carta que concedia à Companhia das Índias Orientais o monopólio do comércio oriental, exigindo que o ancião Knox e sua equipe se unissem ao serviço da Companhia.
Os dois Knoxes partiram para a Pérsia em janeiro de 1658. Eles sofreram a perda do mastro do navio em uma tempestade em 19 de novembro de 1659, forçando-os a desembarcar em Ceilão, hoje Sri Lanka. O navio foi apreendido e dezesseis da tripulação, incluindo os Knoxes, foram capturados pelas tropas do rei de Cândia, Rajá Sinha II. O ancião Knox inadvertidamente irritou o rei por não observar as formalidades esperadas e teve a infelicidade de fazê-lo durante um período de tensão entre o rei e algumas das potências europeias. Embora a tripulação tenha sido proibida de deixar o reino, eles foram tratados com bastante clareza; o Knox mais jovem conseguiu estabelecer-se como fazendeiro e prestamista. Os dois homens sofreram gravemente com malária e o mais velho Knox morreu em fevereiro de 1661, após uma longa doença.
Robert Knox finalmente escapou com um companheiro, Stephen Rutland, após dezenove anos de cativeiro. Os dois homens chegaram a Arippu, um forte holandês na costa noroeste da ilha. Os holandeses trataram Knox generosamente e o transportaram para Batavia (hoje Jacarta) nas Índias Orientais Holandesas, de onde ele pôde voltar para casa em um navio inglês, o Caesar. Ele voltou a Londres em setembro de 1680.
Durante a viagem, Knox escreveu o manuscrito de An Historical Relation of the Island Ceylon, um relato de suas experiências no Ceilão, publicado em 1681. Recentemente, este livro foi traduzido para cingalês como "Knox Dutu Lakdiva" por Premachandra Alwis. O livro foi acompanhado por gravuras mostrando os habitantes, seus costumes e técnicas agrícolas. Ele atraiu grande interesse na época e tornou Knox famoso internacionalmente, influenciando Robinson Crusoe, de Daniel Defoe, além de criar uma amizade com Robert Hooke, da Royal Society. É uma das primeiras e mais detalhadas narrativas europeias da vida no Ceilão e hoje é vista como um registro inestimável da ilha no século XVII.

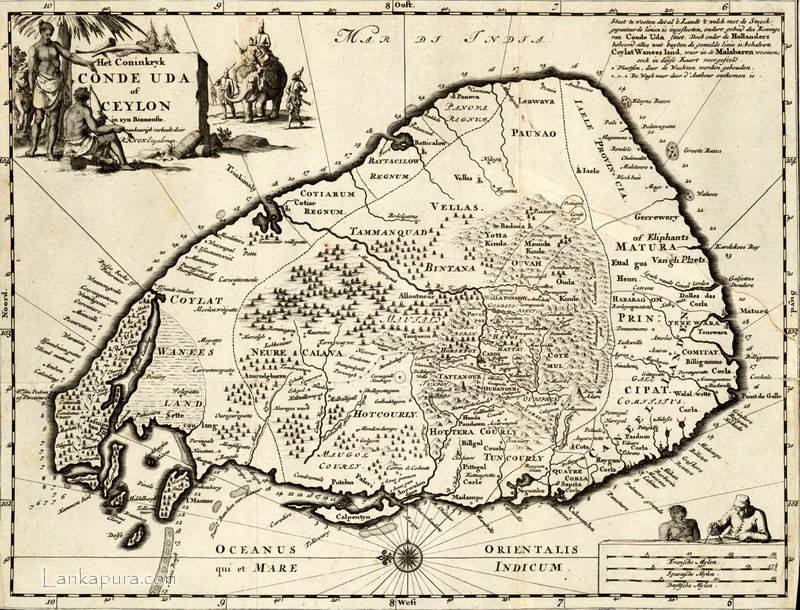
Versão original: Um novo mapa do Reino de Candia, na ilha do Ceilão, publicado por Robert Knox por volta de 1681.

Knox tornou-se amigo íntimo e colaborador de Robert Hooke, para quem ele frequentemente trazia presentes de suas viagens. Em troca, Hooke levou Knox aos cafés locais para chocolate e tabaco, depois considerados luxos. Em uma ocasião, Knox apresentou a Hooke amostras de "uma estranha erva intoxicante como o cânhamo", que ele chamou de "cânhamo indiano" ou "bangue"; hoje é mais conhecida como Cannabis indica, uma planta desconhecida na época na Europa. Hooke fez um discurso para a Sociedade em dezembro de 1689, no qual ele forneceu a primeira descrição detalhada da maconha em inglês, elogiando suas possíveis propriedades curativas e observando que Knox "tantas vezes experimentou por conta própria, que não há Causa do Medo, embora possa haver riso". Knox estava presente quando Hooke morreu em 3 de março de 1703 após uma longa doença e assumiu a responsabilidade de organizar o enterro de seu amigo.
Knox continuou a trabalhar para a Companhia das Índias Orientais por treze anos após seu retorno do Oriente, chefiando o navio Tonqueen Merchant por mais quatro viagens ao Oriente. Ele teve apenas sucesso misto e brigou com a empresa, que acabou por demiti-lo em 1694. Quatro anos depois, ele se instalou em sua própria embarcação comercial, a Mary, mas o empreendimento não foi um sucesso. Ele retornou permanentemente à Inglaterra em 1701 e passou a aposentadoria escrevendo sobre o Ceilão e sua vida. Ele morreu próspero, mas solteiro, em St. Peter le Poer, na cidade de Londres, em junho de 1720, e foi enterrado na Igreja de Santa Maria, em Wimbledon.